# Dibamus
Genre
Dibamus est un genre de sauriens de la famille des Dibamidae. 

## Répartition
Les espèces de ce genre se rencontrent dans les forêts tropicales humides et sèches en Asie du Sud-Est, dans le sud de l'Asie de l'Est et en Nouvelle-Guinée.

## Description
Ces lézards serpentiformes avec des petites écailles brillantes étroitement imbriquées sont capables de se séparer de leur queue en cas de menace.
Ces squamates mènent une vie de fouisseur et sont rarement observés en surface. Ils sont ovipares et donnent un seul œuf par ponte. Ils se nourrissent de larves d'insectes, d'insectes et d’arthropodes et peut-être aussi de vers de terre.
Ces reptiles atteignent une vingtaine de centimètres pour les plus grands. Les femelles ne possèdent pas de pattes et les mâles présentent des vestiges atrophiés.

## Liste des espèces
Selon The Reptile Database (8 mars 2024) :
- Dibamus alfredi Taylor, 1962
- Dibamus bogadeki Darevsky, 1992
- Dibamus booliati Das & Yaakob, 2003
- Dibamus bourreti Angel, 1935
- Dibamus celebensis Schlegel, 1858
- Dibamus dalaiensis Neang et al., 2011
- Dibamus deharvengi Ineich, 1999
- Dibamus deimontis Kliukin et al., 2024[4]
- Dibamus dezwaani Das & Lim, 2005
- Dibamus floweri Quah et al., 2017
- Dibamus greeri Darevsky, 1992
- Dibamus ingeri Das & Lim, 2003
- Dibamus kondaoensis Honda et al., 2001
- Dibamus leucurus (Bleeker, 1860)
- Dibamus manadotuaensis Koppetsch et al., 2019[5]
- Dibamus montanus Smith, 1921
- Dibamus nicobaricum (Steindachner, 1867)
- Dibamus novaeguineae Duméril & Bibron, 1839
- Dibamus seramensis Greer, 1985
- Dibamus smithi Greer, 1985
- Dibamus somsaki Honda et al., 1997
- Dibamus taylori Greer, 1985
- Dibamus tebal Das & Lim, 2009
- Dibamus tiomanensis Diaz et al., 2004
- Dibamus tropcentr Kliukin et al., 2023[6]
- Dibamus vorisi Das & Lim, 2003

## Publication originale
- Duméril & Bibron, 1839 : Erpétologie Générale ou Histoire Naturelle Complète des Reptiles. vol. 5, Roret/Fain et Thunot, Paris, p. 1-871 (texte intégral).